# Admiral Hipper

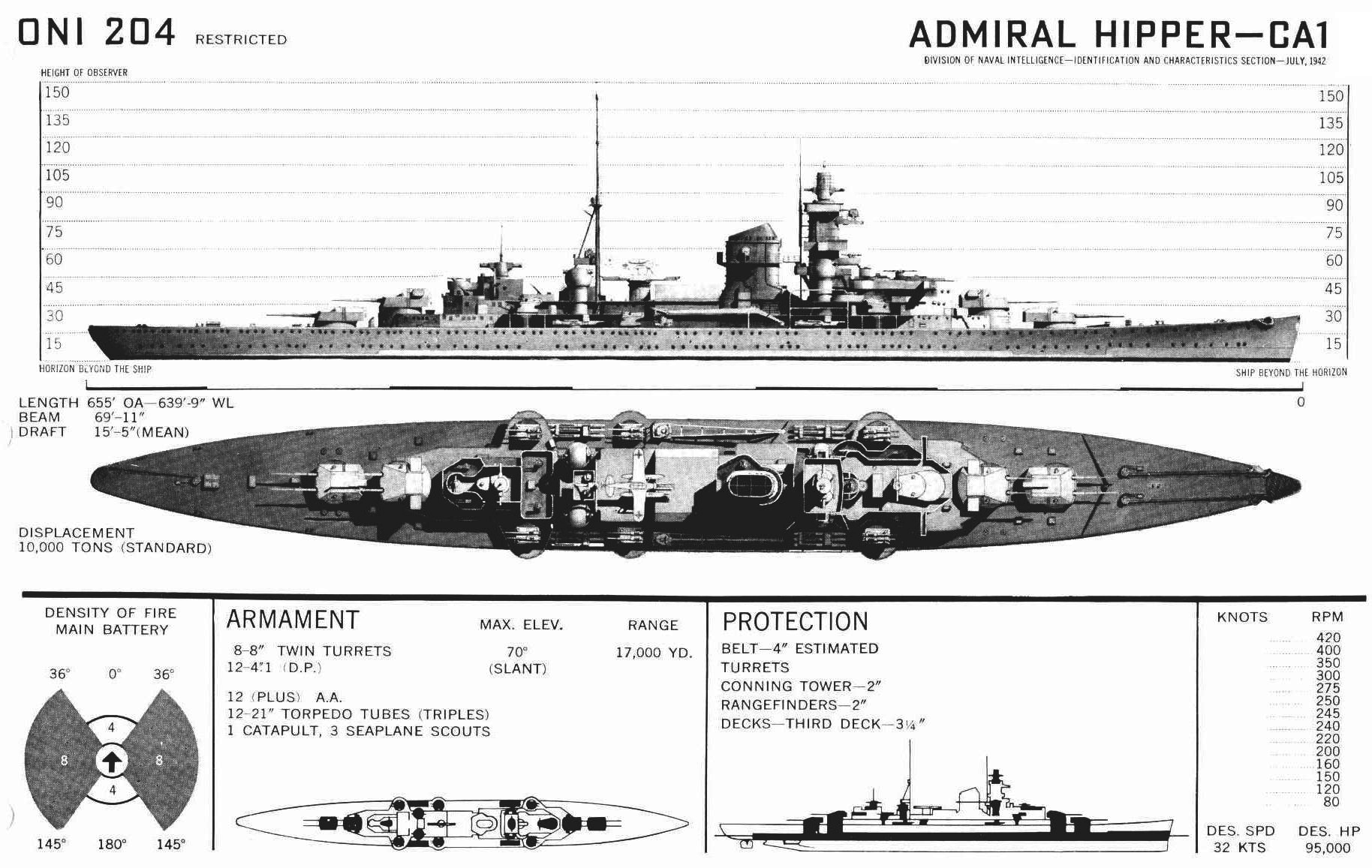
Profil du Admiral Hipper

Le croiseur lourd allemand Admiral Hipper était, avec le Blücher et le Prinz Eugen, un des trois croiseurs lourds de la Kriegsmarine pendant la Seconde Guerre mondiale. Il porte le nom de l'amiral Hipper (1863-1932), commandant des croiseurs de bataille allemands à la Bataille du Jutland en 1916 et successeur de l'amiral Scheer comme commandant de la Flotte de Haute Mer (Hochseeflotte) en 1918.
C'est le navire de tête de la classe Admiral Hipper, dont cinq exemplaires ont été mis en chantier.
L'idée résulte de la volonté d'Adolf Hitler de s'affranchir des stipulations du Traité de Versailles qui limitent la puissance militaire allemande : comme l'Allemagne n'est pas partie aux traités de limitation de armements navals de 1922 et de 1930, le Royaume-Uni conclut en 1935 avec le Troisième Reich allemand, sans en prévenir les signataires du traité de Versailles, un traité naval germano-britannique qui permet à la nouvelle Kriegsmarine de se doter de croiseurs lourds, dans la limite de 35 % du déplacement des bâtiments de ce type de la Royal Navy, soit 51 380 tonnes.
Après avoir combattu contre 19 croiseurs britanniques, l’Admiral Hipper est resté en cale sèche à Kiel jusqu'à la découverte de sa carcasse par les Alliés.

## Construction
L'Admiral Hipper a été commandé au chantier naval Blohm & Voss à Hambourg. Sa quille a été posée le 6 juillet 1935. Le navire a été lancé le 6 février 1937, et complété jusqu'au 29 avril 1939, jour où il a été réceptionné dans la flotte allemande.
À la construction, le navire avait une étrave verticale. Après son lancement, fin 1939-début 1940, une « proue atlantique » (à guibre) a été posée. Un capot de cheminée a été aussi installé.

## Service

### Opération Weserübung

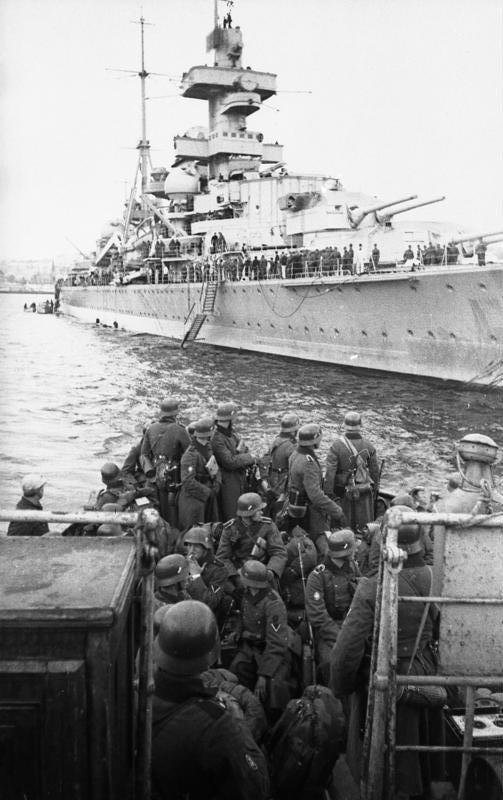
L' Admiral Hipper débarque des troupes à Trondheim, Norvège, 1940.

Il participe à l'invasion de la Norvège avec la presque-totalité de la flotte allemande. Le nom de code est opération Weserübung.
Il est affecté comme navire amiral du Groupe no 2, lequel comprend les destroyers Paul Jakobi, Theodor Riedel, Friedrich Eckoldt, et Bruno Heinemann. Le KzS Heye commande le Group 2 durant l'opération. Les cinq navires transportent un total de 1 700 hommes des troupes de montagne de la Wehrmacht, avec comme objectif le port de Trondheim.
Dans la matinée du 8 avril 1940, le destroyer Z 11 Bernd von Arnim, appartenant au Groupe 1, connaît une panne de gouvernail et reste isolé en arrière. L'Admiral Hipper est envoyé pour le retrouver. Au moment où le contact est pris avec lui, le destroyer britannique HMS Glowworm échange des tirs avec le destroyer Z 11 Bernd von Arnim. Le croiseur allemand lui vient alors en aide. Il coule le destroyer ennemi mais après que celui-ci l'a abordé et légèrement endommagé. 40 marins britanniques seront sauvés de la noyade par l'équipage.
Après le débarquement des troupes à Trondheim, escorté par le destroyer Z 16 Friedrich Eckoldt, il retourne à Wilhelmshaven le 12 avril et entre en cale sèche. Les ouvriers découvrent que le navire a été endommagé plus sévèrement par la collision avec le Glowworm qu'on ne le pensait. Les réparations sont faites et terminées en deux semaines.

### Opérations dans l'Atlantique

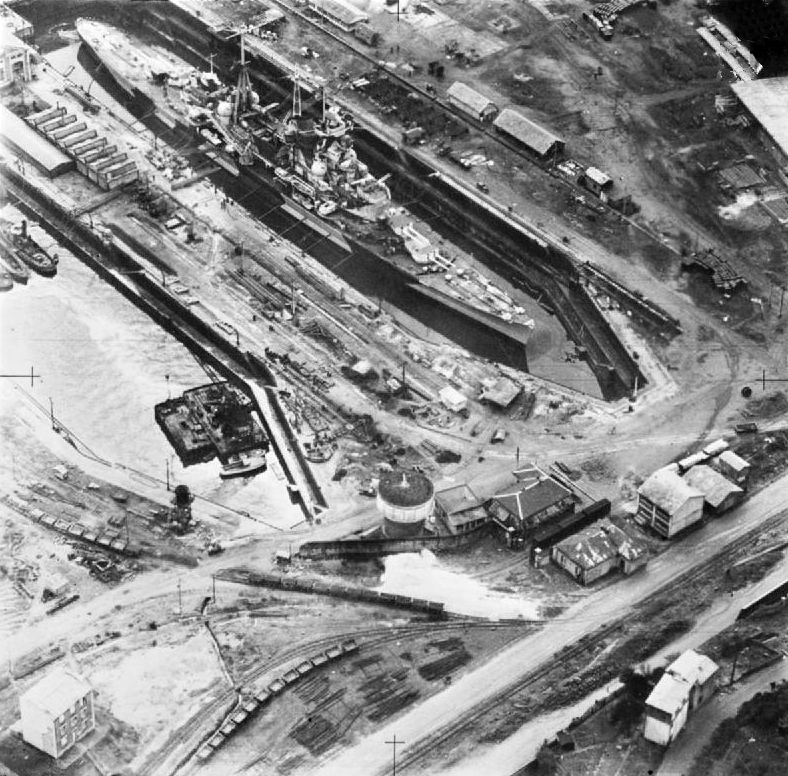
Admiral Hipper en cale sèche à Brest, France, 1941.

Le navire part accomplir un raid dans l'Atlantique le 30 novembre 1940. Il traverse sans être détecté le détroit du Danemark le 6 décembre. Il intercepte un convoi de 20 transports de troupes le 24 décembre. Ce convoi est escorté par une puissante escadre composée des porte-avions Furious et Argus, le croiseur lourd HMS Berwick, les croiseurs légers Bonaventure et Dunedin, et six destroyers. L'Admiral Hipper n'a pas immédiatement aperçu les navires d'escorte et donc commence à attaquer le convoi. Avec son armement principal, il endommage sévèrement deux bateaux, dont un transport de 14 219 t, l'Empire Trooper. Il aperçoit alors le croiseur lourd Berwick et les destroyers derrière lui. Rapidement il fait retraite, utilisant ses canons principaux pour tenir à distance les destroyers.
Dix minutes plus tard, le Berwick réapparaît. Le croiseur allemand tire de nombreuses salves avec ses tourelles avant et parvient à le toucher à ses tourelles arrière, à la ligne de flottaison et sur l'avant de ses superstructures. L'Admiral Hipper ensuite se désengage pour prévenir une attaque à la torpille des destroyers britanniques qui se rapprochaient. À partir de là, le navire n'avait plus assez de fioul et donc rallie le port de Brest, en France désormais occupée par les troupes allemandes, le 27 décembre.
En route, l'Admiral Hipper rencontre et coule un cargo isolé de 6 176 t. Un nouveau tour de travaux de maintenance est effectué pendant son séjour à Brest, le rendant prêt à une nouvelle sortie vers les routes de ravitaillement dans l'Atlantique.
Le 1er février 1941, l'Admiral Hipper se lance dans une seconde sortie dans l'Atlantique. Initialement, la Kriegsmarine avait souhaité envoyer les cuirassés Scharnhorst et Gneisenau opérer de concert avec l' Admiral Hipper. Mais le Gneisenau avait souffert d'avaries à la suite d'une tempête en décembre et la participation des deux navires fut annulée. L'Admiral Hipper refit ses pleins de fioul avec un pétrolier ravitailleur aux environs des Açores. Le 11 février, le navire rencontra et coula un cargo isolé venant du convoi HG 53 qui avait été dispersé à la suite des attaques des U-boat et de la Luftwaffe. Le soir du même jour, il intercepte le convoi non escorté SLS 64 qui comprend dix-neuf navires marchands. Le matin suivant, l'Admiral Hipper rattrape et coule nombre de ces navires. Les Britanniques ont rapporté la perte de seulement sept navires, pour un total de 33 332 tonnes, et des dommages sur deux de plus. Les Allemands ont eux prétendu avoir coulé treize des dix-neuf navires du convoi, alors que quelques survivants ont rapporté que quatorze navires du convoi furent coulés.
Après l'attaque du convoi SLS 64, les réserves de fioul de l'Admiral Hipper ayant baissé, il retourne alors vers Brest où il arrive le 25 février.

### Déploiement en Norvège

#### La bataille de la mer de Barents

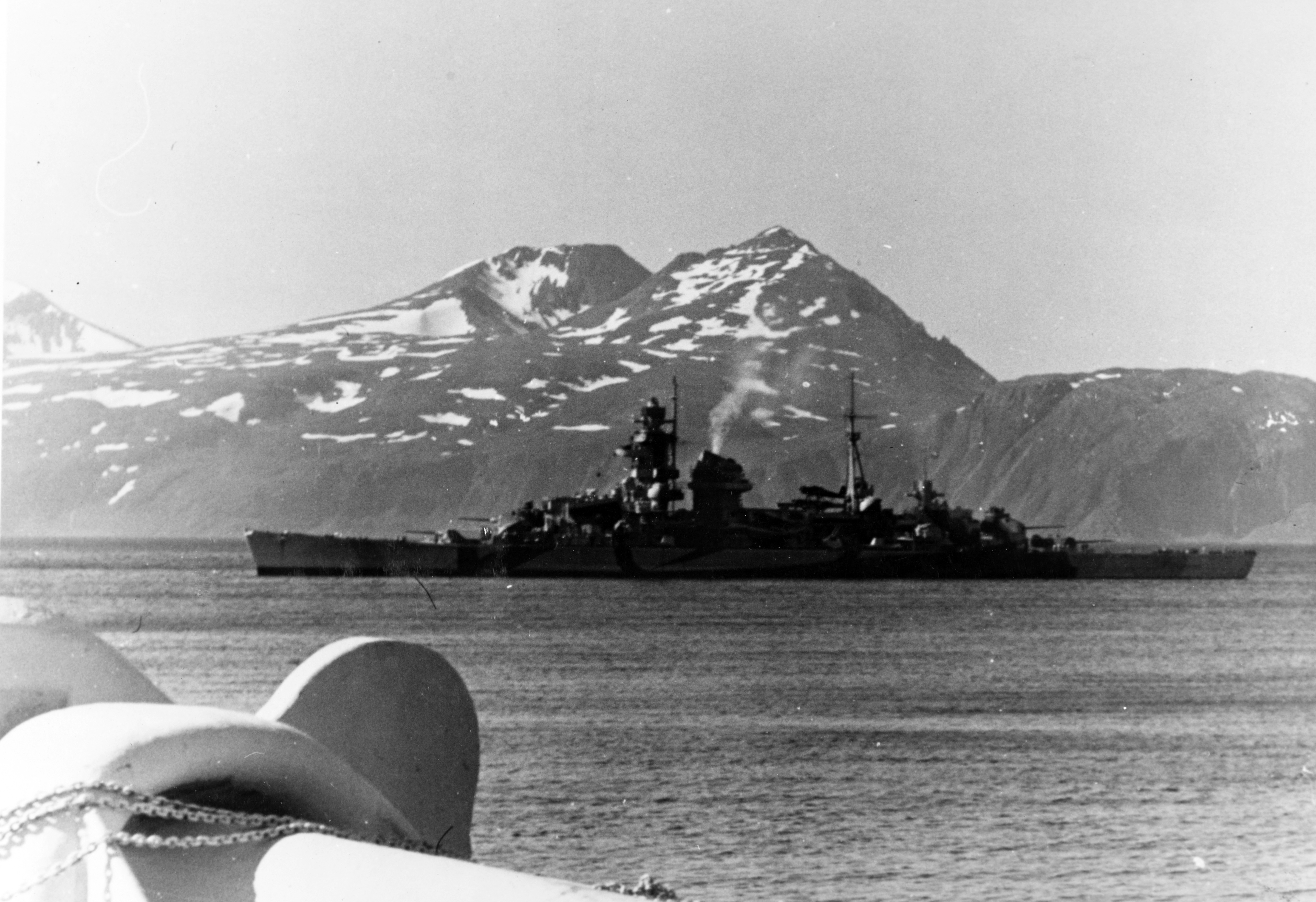
L’Admiral Hipper dans les eaux norvégiennes en 1942.

Il participe à la bataille de la mer de Barents, le 31 décembre 1942. Elle correspond à l'attaque du convoi britannique JW51B par l’Admiral Hipper et le Lützow (ex Deutschland), accompagnés par six destroyers. L'Admiral Hipper y coule le destroyer HMS Achates, le petit dragueur de mines Bramble et endommage les destroyers Onslow, Obedient et Obdurate. Cette attaque échoue à la suite de l'intervention des croiseurs légers Sheffield et Jamaica. Endommagé par les tirs des croiseurs britanniques et après la destruction du destroyer Z16 Friedrich Eckoldt, le vice-amiral Oskar Kummetz qui dirige l'opération depuis son bord, décide de se retirer et toutes les forces allemandes rentrent à Altafjord.

### La fin

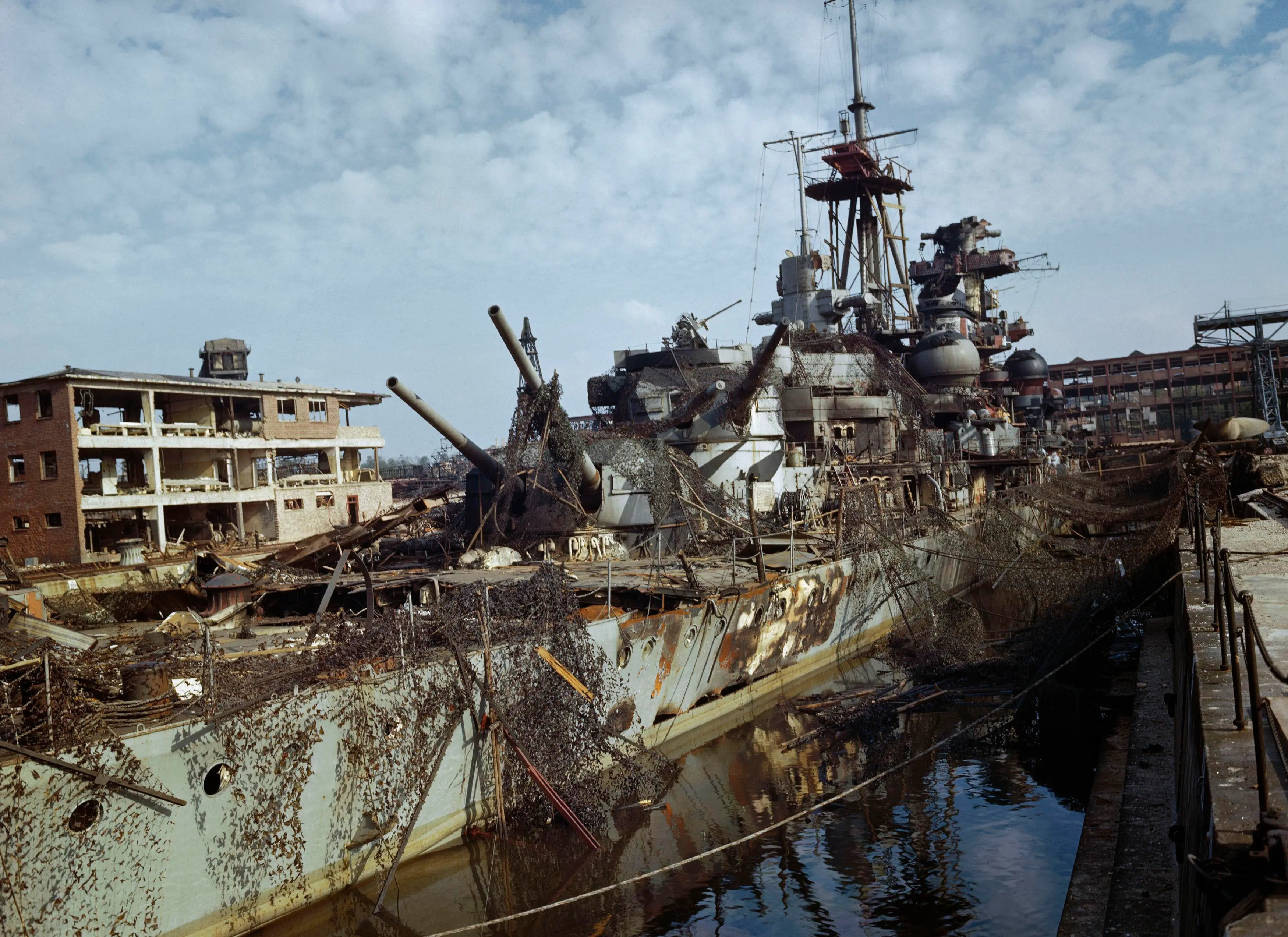
L'épave de lAdmiral Hipper en cale sèche à Kiel, le 19 mai 1945.

Le navire quitte Gotenhafen (en Pologne alors occupée) le 29 janvier 1945 et arrive à Kiel le 2 février. Il entre au chantier naval Germaniawerft pour une refonte. Le 3 mai, des bombardiers de la RAF attaquent le port et endommagent sévèrement le navire. Son équipage le saborde le jour même à 4 h 25 du matin. En juillet 1945, après la fin de la guerre, l'épave de l’Admiral Hipper est remorquée dans la Baie de Heikendorf et démantelée entre 1948 et 1952. On peut voir sa cloche au mémorial naval de Laboe, près de Kiel.

## Liste de commandement
- Avril 1939/septembre 1940 : Kapitän zur See Hellmuth Heye
- Septembre 1940/octobre 1942 : Kapitän zur See Wilhelm Meisel (de)
- Octobre 1942/février 1943 : Kapitän zur See Hans Hartmann
- Février 1943/avril 1943 : Kapitän zur See Fritz Krauß
- Mars 1944/mai 1945 : Kapitän zur See Hans Henigst